# Jeanne (manga)
Pour les articles homonymes, voir Jeanne.
Jeanne est un manga de Yoshikazu Yasuhiko, édité en France par Tonkam, en 2003. 4 volumes de taille 22 cm sont parus.

## Histoire
Révision entièrement colorisée (très rare dans le domaine du manga) du mythe de Jeanne d'Arc. Suivez les aventures d'Émile, une jeune fille qui s'en va suivre la voix et les traces de son aînée, sur les routes de France.